# Č́
Cette page contient des caractères spéciaux ou non latins. S’ils s’affichent mal (▯, ?, etc.), consultez la page d’aide Unicode.
Č́ (minuscule : č́), appelé C caron accent aigu, est un graphème utilisé comme lettre latine dans l’alphabet phonétique ouralien. Il s’agit de la lettre C diacritée d’un caron et d’un accent aigu. Il n’est pas à confondre avec le C caron virgule suscrite ‹ č̓ ›.

## Représentations informatiques
Le C caron accent aigu peut être représenté avec les caractères Unicode suivants :
- composé (latin étendu A, diacritiques)[1],[2] :

| formes    | représentations | chaînes de caractères | points de code | descriptions                                            |
| --------- | --------------- | --------------------- | -------------- | ------------------------------------------------------- |
| capitale  | Č́               | Č◌́                    | U+010C U+0301  | lettre majuscule latine c caron diacritique accent aigu |
| minuscule | č́               | č◌́                    | U+010D U+0301  | lettre minuscule latine c caron diacritique accent aigu |

- décomposé (latin de base, diacritiques) :

| Formes    | Représentations | Chaînes de caractères | Points de code       | Descriptions                                                          |
| --------- | --------------- | --------------------- | -------------------- | --------------------------------------------------------------------- |
| capitale  | Č́               | C◌́                    | U+0043 U+030C U+0301 | lettre majuscule latine c u diacritique caron diacritique accent aigu |
| minuscule | č́               | c◌́                    | U+0063 U+030C U+0301 | lettre minuscule latine c u diacritique caron diacritique accent aigu |